# Billings County
Billings County ist ein County im Bundesstaat North Dakota der Vereinigten Staaten. Der Verwaltungssitz (County Seat) ist Medora.

## Geographie
Das County liegt im Südwesten von North Dakota, ist im Westen etwa 45 km von der Grenze zu Montana entfernt und hat eine Fläche von 2987 Quadratkilometern, wovon 5 Quadratkilometer Wasserfläche sind. Es grenzt im Uhrzeigersinn an folgende Countys: McKenzie County, Dunn County, Stark County, Slope County und Golden Valley County.
Der Heart River entspringt in dem County. Der Little Missouri River fließt im Westteil des Countys in Richtung Norden.
Für die Anbindung an das nationale Fernstraßennetz sorgen die  Interstate 95 und der  U.S. Highway 85 als Teil des CanAm Highways.
In der Nähe von Medora befindet sich in der Mitte des Countys der südliche Teil des Theodore-Roosevelt-Nationalparks. Weitere Schutzgebiete sind das Little Missouri National Grassland und der Sully Creek State Park. Der Sully Creek State Park ist auch der Startpunkt des Maah Daah Hey Trails-

## Geschichte
Das Billings County wurde am 10. Januar 1879 gebildet, die Organisation erfolgte am 4. Mai 1886. Benannt wurde es nach Frederick H. Billings, dem Präsidenten der Northern Pacific Railroad.
Zehn Bauwerke und Stätten des Countys sind im National Register of Historic Places eingetragen (Stand 19. März 2018).

## Demografische Daten

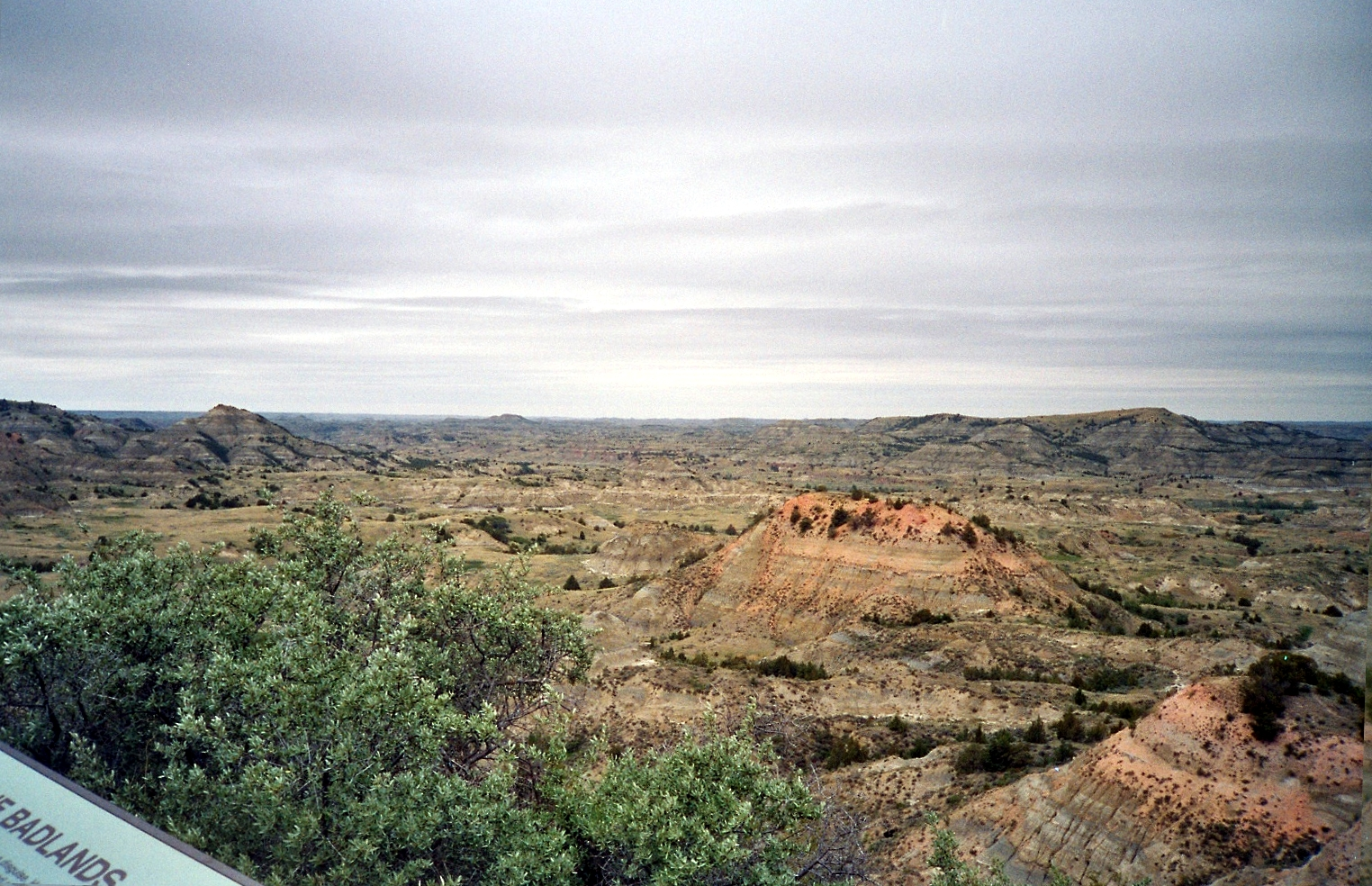
Theodor Roosevelt National Park (südlicher Teil) Juni 2004

Nach der Volkszählung im Jahr 2000 lebten im Billings County 888 Menschen. Davon wohnte niemand in Sammelunterkünften; die Einwohner lebten in 366 Haushalten und 255 Familien. Die Bevölkerungsdichte betrug 0,3 Einwohner pro Quadratkilometer. Ethnisch betrachtet setzte sich die Bevölkerung zusammen aus 98,8 Prozent Weißen, 0,1 Prozent amerikanischen Ureinwohnern, 0,1 Prozent Asiaten und 0,1 Prozent aus anderen ethnischen Gruppen; 0,9 Prozent stammten von zwei oder mehr Ethnien ab. 0,3 Prozent der Bevölkerung waren spanischer oder lateinamerikanischer Abstammung.
Von den 366 Haushalten hatten 29,2 Prozent Kinder und Jugendliche unter 18 Jahre, die bei ihnen lebten. 62,6 Prozent waren verheiratete, zusammenlebende Paare, 4,4 Prozent waren allein erziehende Mütter, 30,1 Prozent waren keine Familien, 26,8 Prozent waren Singlehaushalte und in 7,7 Prozent lebten Menschen im Alter von 65 Jahren oder darüber. Die Durchschnittshaushaltsgröße betrug 2,43 und die durchschnittliche Familiengröße lag bei 2,95 Personen.
Auf das gesamte County bezogen setzte sich die Bevölkerung zusammen aus 24,9 Prozent Einwohnern unter 18 Jahren, 4,5 Prozent zwischen 18 und 24 Jahren, 26,6 Prozent zwischen 25 und 44 Jahren, 28,0 Prozent zwischen 45 und 64 Jahren und 16,0 Prozent waren 65 Jahre alt oder darüber. Das Durchschnittsalter betrug 42 Jahre. Auf 100 weibliche Personen kamen 112,9 männliche Personen. Auf 100 Frauen im Alter von 18 Jahren oder darüber kamen statistisch 112,4 Männer.
Das jährliche Durchschnittseinkommen eines Haushalts betrug 32.667 USD, das Durchschnittseinkommen der Familien betrug 35.750 USD. Männer hatten ein Durchschnittseinkommen von 32.500 USD, Frauen 21.000 USD. Das Prokopfeinkommen betrug 16.186 USD. 10,7 Prozent der Familien und 12,8 Prozent Familien lebten unterhalb der Armutsgrenze. Darunter waren 11,0 Prozent der Kinder und Jugendlichen unter 18 Jahren und 12,8 Prozent der Senioren ab 65 Jahren.

## Politik
Das Billings County ist traditionell republikanisch geprägt. Seit den Präsidentschaftswahlen im Jahre 1900 haben die Demokraten nur 1932, 1936, 1960 und – mit 8 Stimmen Vorsprung – 1964 gewonnen. Bei den Präsidentschaftswahlen 2020 erzielte Joe Biden nur 11,34 % gegenüber Donald Trumps 85,20 %. Dies hat mit der zunehmenden Stadt-Land-Polarisierung zu tun, wonach die Demokraten in städtischen und die Republikaner in ländlichen Gebieten ihre Hochburgen haben. Diesem Trend folgt auch das dünn besiedelte Billings County.